# Philoros grisescens
Philoros grisescens är en fjärilsart som beskrevs av Rothschild. Philoros grisescens ingår i släktet Philoros och familjen björnspinnare. Inga underarter finns listade i Catalogue of Life.